# Nicolaaskathedraal (Kislovodsk)
De Kathedraal van de Heilige Nicolaas (Russisch: Свято-Никольский собор) is een Russisch-orthodoxe kathedraal in de Russische stad Kislovodsk.   

## Geschiedenis
De eerste Nicolaaskerk dateerde van 1803 en was van hout. Deze kerk werd in de jaren 1883-1888 vervangen door een stenen kathedraal. In het jaar 1900 werd bij de kerk een vrijstaande klokkentoren gebouwd van vijf verdiepingen. Deze kathedraal werd op 1 september 1936 door de Sovjet-autoriteiten vernietigd. 
De huidige kathedraal werd gebouwd in de jaren 1993-2008 op de plek van de vernietigde kathedraal. De nieuwe kathedraal betreft geen exacte replica van de oude kathedraal maar heeft wel veel architectonische gelijkenissen. De moderne kathedraal is echter hoger en groter. De hoogte van de centrale koepel verheft zich tot 54 meter en de kerk is ontworpen voor 3.500 gelovigen. 
Op 22 mei 2008 werd de kathedraal ingewijd in een concelebratie van Metropoliet Kliment van Kaloega-Borovsk en aartsbisschop Feofan van het bisdom Stavropol-Vladikavkaz.